# 스코틀랜드 U-17 축구 국가대표팀
스코틀랜드 U-17 축구 국가대표팀(스코트어: Nederlands voetbalelftal onder 17)은 스코틀랜드을 대표하는 17세 이하의 축구 국가대표팀으로, 스코틀랜드의 축구 관리 기관인 스코틀랜드 축구 협회의 관리를 받는다. UEFA U-17 축구 선수권 대회에 5번 참가해 2014년에 준결승에 올랐으며, 1989년 FIFA U-17 월드컵에서는 준우승을 기록했다.